# آدریانو آلوز دا کروز
آدریانو آلوز دا کروز (انگلیسی: Adriano Alves da Cruz؛ زادهٔ ۲۷ اوت ۱۹۷۴) بازیکن فوتبال اهل برزیل است.
از باشگاه‌هایی که در آن بازی کرده‌است می‌توان به باشگاه فوتبال استاندارد لیژ اشاره کرد.